# Tournoi de tennis de New Delhi
Le tournoi de New Delhi est un tournoi de tennis féminin et masculin du circuit professionnel ITF Women's Circuit et Challenger. Il se tient chaque année au R.K. Khanna Tennis Complex depuis 2014.
Auparavant, des tournois masculins ont été organisés par l'ATP à New Delhi, l'India Open en 1973 et 1996.

## Palmarès dames

### Simple
| Année | Vainqueur        | Finaliste          | Score         |
| ----- | ---------------- | ------------------ | ------------- |
| 2014  | Wang Qiang       | Yuliya Beygelzimer | 6-1, 6-3      |
| 2015  | Magda Linette    | Tadeja Majerič     | 6-1, 6-1      |
| 2016  | Sabina Sharipova | Nina Stojanović    | 3-6, 6-2, 6-4 |

### Double
| Année | Vainqueur                                 | Finaliste                              | Score            |
| ----- | ----------------------------------------- | -------------------------------------- | ---------------- |
| 2014  | Nicha Lertpitaksinchai Peangtarn Plipuech | Erika Sema Yurika Sema                 | 7-65, 6-3        |
| 2015  | Tang Haochen Yang Zhaoxuan                | Hsu Ching-wen Lee Pei-chi              | 7-5, 6-1         |
| 2016  | Hsu Ching-wen Lee Ya-hsuan                | Natela Dzalamidze Veronika Kudermetova | 6-0, 0-6, [10-6] |

## Palmarès messieurs

### Simple
| Année | Vainqueur        | Finaliste            | Score         |
| ----- | ---------------- | -------------------- | ------------- |
| 2014  | Somdev Devvarman | Aleksandr Nedovyesov | 6-3, 6-1      |
| 2015  | Somdev Devvarman | Yuki Bhambri         | 3-6, 6-4, 6-0 |
| 2016  | Stéphane Robert  | Saketh Myneni        | 6-3, 6-0      |

### Double
| Année | Vainqueur                            | Finaliste                             | Score             |
| ----- | ------------------------------------ | ------------------------------------- | ----------------- |
| 2014  | Saketh Myneni Sanam Singh            | Sanchai Ratiwatana Sonchat Ratiwatana | 7-65, 6-4         |
| 2015  | Egor Gerasimov Alexander Kudryavtsev | Riccardo Ghedin Toshihide Matsui      | 6-75, 6-4, [10-6] |
| 2016  | Yuki Bhambri Mahesh Bhupathi         | Saketh Myneni Sanam Singh             | 6-3, 4-6, [10-5]  |